# Эль-Хадриуи, Абделькрим
Абделькрим Эль-Хадриуи (араб. عبد الكريم الحضريوي‎; род. 6 марта 1972) — марокканский футболист, выступавший на позиции защитника за сборную Марокко.

## Клубная карьера
Абделькрим Эль-Хадриуи начинал свою карьеру футболиста в марокканском клубе ФАР. В 1996 году он перешёл в португальскую «Бенфику». 1 марта 1997 года Эль-Хадриуи дебютировал в португальской Примейре, выйдя в основном составе в гостевом поединке против «Шавеша».  
Летом 1998 года марокканец стал игроком нидерландской команды АЗ. 5 ноября 1999 года Эль-Хадриуи забил свой первый гол в рамках Эредивизи, открыв счёт в гостевом матче с клубом «МВВ Маастрихт». С начала 2003 года защитник выступал за бельгийский «Шарлеруа». Летом 2004 года он вернулся на родину, став игроком команды «Иттихад Хемиссет», где вскоре и завершил свою игровую карьеру. 

## Карьера в сборной
Абделькрим Эль-Хадриуи сыграл за Марокко в двух матчах футбольного турнира летних Олимпийских играх 1992 в Испании: группового этапа с Южной Кореей и Парагваем. 
Защитник был включён в состав сборной Марокко на чемпионат мира по футболу 1994 года в США, где выходил в основном составе во всех трёх играх своей команды на турнире: с Бельгией, Саудовской Аравией и Нидерландами.
Абделькрим Эль-Хадриуи играл за национальную команду на Кубке африканских наций 1998 года в Буркина-Фасо, где провёл за неё все четыре матча: группового этапа с Замбией, Мозамбиком и Египтом, а также четвертьфинала с ЮАР.
Эль-Хадриуи на чемпионат мира по футболу 1998 года во Франции сыграл в двух матчах из трёх своей команды на турнире: с Норвегией и Бразилией. Последним крупным турниром для Эль-Хадриуи стал Кубок африканских наций 2000 года в Гане и Нигерии, где он провёл одну игру: с Тунисом.